# Hakan Çalhanoğlu
Hakan Çalhanoğlu (Mannheim, 8 februari 1994) is een Duits-Turkse voetballer die doorgaans als offensieve middenvelder speelt. Hij tekende in juni 2021 een contract tot medio 2024 bij Internazionale, dat hem transfervrij overnam van AC Milan. Çalhanoğlu debuteerde in 2014 in het Turks voetbalelftal.

## Clubcarrière

### Karlsruher SC
Calhanoglu speelde in de jeugd van SV Waldhof Mannheim en kwam in 2009 terecht in de jeugdopleiding van Karlsruher SC. Op 5 februari 2012 maakte Çalhanoğlu zijn debuut voor Karlsruher SC in de 2. Bundesliga tegen Erzgebirge Aue. Hij degradeerde in zijn eerste seizoen uit de 2. Bundesliga. Op 14 augustus 2012 tekende Çalhanoğlu een vierjarig contract bij Hamburger SV. HSV liet hem nog één jaar rijpen op huurbasis bij KSC. Op 21 juli 2012 scoorde hij zijn eerste twee doelpunten voor Karlsruher SC tegen FC Heidenheim. Op het derde niveau was hij vervolgens erg belangrijk voor de directe promotie terug naar de 2. Bundesliga. Çalhanoğlu miste slechts twee wedstrijden en kwam tot zeventien goals en twaalf assists.  

### Hamburger SV
Na de promotie keerde Çalhanoğlu terug bij Hamburger SV,  waar hij op 11 augustus tegen FC Schalke 04 zijn debuut maakte. Op 31 augustus scoorde hij tegen Eintracht Braunschweig zijn eerste doelpunten voor HSV in een 4-0 overwinning. Als invaller voor Rafael van der Vaart scoorde hij binnen elf minuten tweemaal. Op 5 februari 2014 tekende hij voor twee jaar bij tot de zomer van 2018.  
Op 20 februari scoorde hij de laatste treffer in een 3-0 overwinning op Borussia Dortmund. Hij scoorde een vrije trap vanaf meer dan 37 meter nadat hij zag dat de spelers van Borussia geen muur hadden neergezet. Dat seizoen scoorde hij elf keer en gaf hij vier assists in 32 competitiewedstrijden. HSV eindigde als zestiende en won op uitdoelpunten van Greuther Fürth, waardoor HSV niet degradeerde.  

### Bayer 04 Leverkusen
Hoewel HSV Çalhanoğlu in eerste instantie niet wilde laten gaan, tekende hij in juli 2014 toch bij Bayer Leverkusen, waar hij voor vijf seizoenen tekende. HSV ontving 15 miljoen euro voor de Turk. Op 15 augustus maakte hij in de DFB-Pokal tegen SV Alemannia Waldalgesheim zijn debuut voor de club. Op 27 augustus scoorde hij in de Champions League-kwalificatiewedstrijd tegen FC Kopenhagen zijn eerste goal voor de club. Hij werd genomineerd voor de Golden Boy 2014, die uiteindelijk ging naar Raheem Sterling. Op 25 februari 2015 was hij in de achtste finale van de Champions League tegen Atlético Madrid goed voor de enige treffer van de wedstrijd. In de return ging de wedstrijd naar strafschoppen en keerde Jan Oblak zijn penalty, waarna Leverkusen uiteindelijk eruit vloog. Hij speelde liefst 47 wedstrijden in zijn eerste jaar bij Bayer Leverkusen en was daarin goed voor dertien goals en elf assists. 
Op 16 september 2015 maakte Çalhanoğlu in de groepswedstrijd van de Champions League 2015/16 tegen BATE Borisov twee doelpunten en gaf hij één assist (eindstand 4–1). Kort na rust schoot Çalhanoğlu zijn club naar een voorsprong, waarna hij ook een door scheidsrechter Danny Makkelie toegekende strafschop benutte. De Mexicaan Javier Hernández bepaalde de eindstand op 4–1, waardoor Bayer Leverkusen na de eerste speelronde aan de leiding ging in de groepsfase. Enkele weken eerder, op 22 augustus 2015, maakte Çalhanoğlu in de Duitse Bundesliga het enige doelpunt in de uitwedstrijd tegen Hannover 96. Het was zijn twintigste doelpunt in de Bundesliga, nadat hij voor Hamburger SV en Bayer Leverkusen in de voorgaande twee seizoenen negentien keer had gescoord. Hij was dat seizoen in de Champions League goed voor twee goals en vijf assists, hoewel het derde werd in de poule.
Op 5 maart was Çalhanoğlu tegen FC Augsburg voor het eerst aanvoerder van Bayer Leverkusen, door afwezigheid van vaste captain Ömer Toprak. In het seizoen 2016/17 kwam hij tot slechts 22 wedstrijden in alle competities. Dit omdat hij op 2 februari 2017 door de tuchtcommisie voor vier maanden werd geschorst, vanwege contractbreuk in zijn tijd bij Karlsruher. Hij had 100.000 euro ontvangen van Trabzonspor in 2011 nadat hij had toegezegd naar die club te verhuizen, maar verlengde later zijn contract bij Karlsruher. Trabzonspor vroeg bij de FIFA om het terugbetalen van de 100.000 euro plus een boete van 1 miljoen euro, maar daar ging de FIFA niet in mee. Daardoor speelde Çalhanoğlu zijn laatste wedstrijd voor Bayer Leverkusen al op 28 januari tegen Borussia Mönchengladbach. In totaal kwam Çalhanoğlu tot 115 wedstrijden voor de club, waarin hij goed was voor 28 goals en 29 assists.

### AC Milan
In de zomer van 2017 maakte hij voor 23,3 miljoen euro een transfer naar de Italiaanse grootmacht AC Milan. Hij kreeg het prestigieuze rugnummer 10 bij het team, dat eerder gedragen werd door onder meer Ruud Gullit, Rui Costa en Clarence Seedorf. Op 20 augustus maakte hij tegen FC Crotone zijn debuut voor de club. Op 14 september was hij in de Europa League-wedstrijd tegen FK Austria Wien goed voor een goal en twee assists in een 1-5 overwinning. Hij scoorde op 25 oktober in een 4-1 overwinning tegen Chievo Verona, waarmee hij de eerste scorende Turk in de Serie A werd sinds Emre Belözoğlu in 2003. Op 9 mei 2018 stond hij in de finale van de Coppa Italia 2017/18 tegen Juventus FC, die AC Milan met 4-0 verloor. Zelf kwam hij, als aanvallende middenvelder en linksbuiten, tot acht goals en veertien assists dat seizoen. 
In de vier seizoenen dat hij er onder contract is, speelde hij 172 wedstrijden voor AC Milan. Daarin maakte hij 32 doelpunten en gaf hij 48 assists. Hij wist echter geen enkele hoofdprijs te pakken.

### Internazionale
Na zijn contract bij AC Milan, tekende hij een driejarig contract bij aartsrivaal Internazionale, waarmee hij de woede van de fans van AC Milan over zich heen haalde. Hij maakte op 21 augustus met een goal en een assist zijn debuut tegen Genoa CFC (4-0 winst). Zijn eerste seizoen pakte hij direct zijn eerste hoofdprijs op het hoogste niveau met Internazionale door Juventus te verslaan in de finale van de Coppa Italia. De landstitel ging dat seizoen uitgerekend naar zijn voormalige werkgever AC Milan, die voor het eerst in 11 jaar de weer kampioen werd. Zelf kwam hij als centrale middenvelder tot acht goals en dertien assists in 46 wedstrijden. 
Op 18 januari 2023 speelde hij de Supercoppa tegen AC Milan en won Inter met 3-0. Dat seizoen eindigde Inter als derde maar stond het wel in twee finales. Op 24 mei werd de finale van de Coppa Italia met 2-1 gewonnen van ACF Fiorentina en op 10 juni stond Inter tegenover Manchester City in de Champions League-finale. Die werd door een goal van Rodri met 1-0 gewonnen door Man City. In 2023 werd zijn contract verlengd tot en met 2027.
In het seizoen 2023/24 werd hij in zijn zevende seizoen in de Serie A voor het eerst kampioen van Italië. Zelf had Calhanoglu, vooral vanaf de penaltystip, een behoorlijk productief seizoen. In alle competities kwam hij tot vijftien goals en drie assists. Door het vertrek van Marcelo Brozović werd hij dat seizoen vooral gebruikt als defensieve middenvelder. Ook won hij opnieuw de Supercoppa door SSC Napoli met 1-0 te verslaan. 

## Clubstatistieken
| Seizoen | Club                | Competitie    | Competitie | Competitie | Competitie | Beker | Beker | Beker | Internationaal | Internationaal | Internationaal | Totaal | Totaal | Totaal |
| Seizoen | Club                | Competitie    | Wed.       | Dlp.       | Ass.       | Wed.  | Dlp.  | Ass.  | Wed.           | Dlp.           | Ass.           | Wed.   | Dlp.   | Ass.   |
| ------- | ------------------- | ------------- | ---------- | ---------- | ---------- | ----- | ----- | ----- | -------------- | -------------- | -------------- | ------ | ------ | ------ |
| 2011/12 | Karlsruher SC       | 2. Bundesliga | 14         | 0          | 3          | 0     | 0     | 0     | —              | —              | —              | 14     | 0      | 3      |
| 2012/13 | Karlsruher SC       | 3. Liga       | 36         | 17         | 12         | 3     | 0     | 2     | —              | —              | —              | 39     | 17     | 14     |
| 2013/14 | Hamburger SV        | Bundesliga    | 34         | 11         | 4          | 4     | 0     | 1     | —              | —              | —              | 38     | 11     | 5      |
| 2014/15 | Bayer 04 Leverkusen | Bundesliga    | 33         | 8          | 7          | 4     | 2     | 0     | 10             | 3              | 4              | 47     | 13     | 11     |
| 2015/16 | Bayer 04 Leverkusen | Bundesliga    | 31         | 3          | 6          | 3     | 1     | 0     | 12             | 4              | 5              | 46     | 8      | 11     |
| 2016/17 | Bayer 04 Leverkusen | Bundesliga    | 15         | 6          | 5          | 1     | 0     | 0     | 6              | 1              | 2              | 22     | 7      | 7      |
| 2017/18 | AC Milan            | Serie A       | 31         | 6          | 9          | 4     | 0     | 0     | 10             | 2              | 4              | 45     | 8      | 13     |
| 2018/19 | AC Milan            | Serie A       | 36         | 3          | 6          | 5     | 0     | 1     | 5              | 1              | 6              | 46     | 4      | 13     |
| 2019/20 | AC Milan            | Serie A       | 35         | 9          | 9          | 3     | 2     | 0     | —              | —              | —              | 38     | 11     | 9      |
| 2020/21 | AC Milan            | Serie A       | 33         | 4          | 10         | 1     | 0     | 0     | 9              | 5              | 2              | 43     | 9      | 12     |
| 2021/22 | Internazionale      | Serie A       | 34         | 7          | 13         | 6     | 1     | 0     | 6              | 0              | 0              | 46     | 8      | 13     |
| 2022/23 | Internazionale      | Serie A       | 33         | 3          | 6          | 4     | 0     | 0     | 12             | 1              | 2              | 49     | 4      | 5      |
| 2023/24 | Internazionale      | Serie A       | 32         | 13         | 3          | 2     | 1     | 0     | 6              | 1              | 0              | 40     | 15     | 3      |
| 2024/25 | Internazionale      | Serie A       | 26         | 5          | 4          | 6     | 2     | 0     | 11             | 4              | 2              | 43     | 11     | 6      |
| Totaal  | Totaal              | Totaal        | 423        | 95         | 97         | 46    | 9     | 4     | 87             | 22             | 27             | 556    | 126    | 125    |

Bijgewerkt tot en met 6 mei 2025.

## Interlandcarrière
Çalhanoğlu was actief in diverse Turkse jeugdelftallen. Op 6 september 2013 maakte hij zijn debuut in het Turks voetbalelftal in een WK-kwalificatiewedstrijd tegen Andorra (5–0 winst). Hij verving na 82 minuten speeltijd Gökhan Töre. In maart 2015 speelde hij een EK-kwalificatieduel tegen Nederland (1–1) en maakte hij zijn eerste interlanddoelpunt in een oefeninterland tegen Luxemburg (1–2 winst). Op 8 juni 2015 was Çalhanoğlu tweemaal trefzeker in een vriendschappelijke wedstrijd tegen Bulgarije (4–0). Met Turkije nam hij in juni 2016 deel aan het Europees kampioenschap voetbal 2016 in Frankrijk. Na nederlagen tegen Spanje (0–3) en Kroatië (0–1) en een overwinning op Tsjechië (2–0) was Turkije uitgeschakeld in de groepsfase.
| 1 | 31 maart 2015    | Luxemburg – Turkije  | 1 – 2 | 1 – 2  | Oefeninterland  |
| 2 | 8 juni 2015      | Turkije – Bulgarije  | 1 – 0 | 4 – 0  | Oefeninterland  |
| 3 | 8 juni 2015      | Turkije – Bulgarije  | 2 – 0 | 4 – 0  | Oefeninterland  |
| 4 | 10 oktober 2015  | Tsjechië – Turkije   | 0 – 2 | 0 – 2  | EK-kwalificatie |
| 5 | 29 maart 2016    | Oostenrijk – Turkije | 1 – 1 | 1 – 2  | Oefeninterland  |
| 6 | 22 mei 2016      | Engeland – Turkije   | 1 – 1 | 2 – 1  | Oefeninterland  |
| 7 | 5 september 2016 | Kroatië – Turkije    | 1 – 1 | 1 – 1  | WK-kwalificatie |
| 8 | 6 oktober 2016   | Turkije – Oekraïne   | 2 – 2 | 2 – 2' | WK-kwalificatie |

## Erelijst
| Competitie     |               |                  |
| Competitie     | Aantal        | Jaren            |
| Karlsruher SC  | Karlsruher SC | Karlsruher SC    |
| -------------- | ------------- | ---------------- |
| 3. Liga        | 1x            | 2012/13          |
| Internazionale |               |                  |
| Serie A        | 1x            | 2023/24          |
| Coppa Italia   | 2x            | 2021/22, 2022/23 |
| Supercoppa     | 3x            | 2021, 2022, 2023 |